# Импулс
У класичној механици импулс (СИ јединица kg m/s), је производ масе тела и његове брзине. Означава се са p. У општем случају импулс неког тела концептуално се може схватити као настојање тог тела да настави кретање у истом правцу и смеру, уколико на њега не делује нека спољашња сила. У складу с тиме, он је природна последица Њутнових закона кретања.
Импулс је конзервисана (одржана) величина, што значи да укупан импулс било којег изолованог система (који није под утицајем спољашњих сила) не може да се промени.
Концепт импулса је уведен у класичну механику захваљујући већем броју великих мислилаца и експериментатора као што су Рене Декарт, Галилео Галилеј, Исак Њутн, Готфрид Лајбниц и други.

## Импулс у Њутновој механици
Када се неко тело креће у било којем референтном систему, оно у том систему има одређени импулс. Важно је уочити да је импулс зависан од референтног система, што значи да исто тело може да има одређени импулс у једном систему референције, а у другом систему неки други импулс који се разликује од првог.
Бројна вредност импулса који неко тело поседује зависи од две физичке величине: масе и брзине покретног тела у одређеном систему референције. У физици се ознака импулса обично записује малим словом p (зацрњено слово зато што је то вектор), где се импулс израчунава по формули:
{\displaystyle {\vec {p}}=m{\vec {v}}}
где је
p импулс, m је маса, a v брзина тела.
Порекло употребе ознаке “p” за импулс није баш јасно. Претпоставља се да, пошто је “m” (које би због momentum било очигледан избор) било већ коришћено као ознака за масу, импулсу је додељена ознака “p” можда на основу латинске речи “petere” што значи ићи или од термина “прогрес” који је користио Лајбниц.
Пошто је брзина неког тела одређена њеним интензитетом правцем и смером, а импулс зависи од брзине, онда и импулс, такође поседује интензитет, правац и смер, као и све друге векторске величине. На пример, ако се лопта за куглање креће од истока ка западу брзином 2 m/s, онда није довољно рећи само да је њен импулс 10 kg m/s, пошто њен импулс није потпуно одређен док му се не опише и правац и смер кретања (“од истока ка западу”)

## Импулс система тела (честица)

### У зависности од маса и брзина тела
Укупан импулс неког механичког система тела је векторски збир импулса свих појединачних тела у систему:
{\displaystyle {\vec {p}}=m_{1}{\vec {v}}_{1}+m_{2}{\vec {v}}_{2}+m_{3}{\vec {v}}_{3}+...+m_{n}{\vec {v}}_{n}}
Где
{\displaystyle {\vec {p}}} је импулс
{\displaystyle m\ } је маса, а
{\displaystyle {\vec {v}}} је брзина
{\displaystyle n\ } је број тела у систему

### У вези са силом
Према Другом Њутновом закону, сила је једнака промени импулса у јединици времена (први извод импулса по времену):
{\displaystyle {\vec {F}}={\mathrm {d} {\vec {p}} \over \mathrm {d} t}}.
Када је маса тела константна примењује се уобичајена једначина за силу (основна једначина динамике), ({\displaystyle {\vec {F}}=m{\vec {a}}}). На срећу овај случај је веома уобичајен.
Када је систем у равнотежи, тада је промена импулса у јединици времена (сила која делује на систем) једнака 0.
{\displaystyle {\vec {F}}={\mathrm {d} {\vec {p}} \over \mathrm {d} t}} = {\displaystyle \ m{\vec {a}}} = 0

## Одржање импулса
Принцип одржања импулса дат је тврђењем да се укупан импулс свих тела у свемиру (или импулс неког изолованог система) не мења (константан је). Једна од последица овога је да центар масе било ког система тела увек наставља да се креће истом брзином док нека спољашња сила не делује на њега.
Одржање импулса је последица хомогености простора, односно чињенице да у простору не постоје истакнуте тачке, него су све тачке у простору еквивалентне или равноправне. Такође важи и обрнуто. Односно, ако би неко тело у некој тачки простора променило своју брзину (свој импулс) без утицаја спољашње силе, тада би закључили да је та тачка по нечему другачија од других тачака простора, или краће речено, да је истакнута тачка, што би значило да овакав простор није хомоген.
У неком изолованом систему (у којем не делују спољашње силе) укупан импулс је константан, што је у складу са Њутновим законом инерције. Трећи Њутнов закон (закон акције и реакције) који тврди да су силе узајамног деловања два тела исте јачине и правца, а супротног смера, такође је у сагласности са законом одржања импулса.
На пример, када се испали метак из пушке, чини се да је укупан импулс овог система порастао у односу на претходно стање. Међутим, импулс метка у једном смеру једнак је по интензитету, али супротног знака, од импулса пушке која се креће у супротном смеру. Сабирањем импулса метка и импулса пушке на тај начин добијамо нулу, што је једнако такође нултом импулсу који је систем пушка-метак поседовао пре него што је метак почео да се креће.

### Одржање импулса у сударима
Импулс има специјално својство да се у изолованим системима одржава чак и приликом судара тела у систему. С друге стране, кинетичка енергија система тела се не одржава, осим ако су судари тела апсолутно еластични. Пошто се импулс одржава његов закон одржања обично се и користи да би се израчунале (предвиделе) брзине тела након судара.
Уобичајени проблем у физици који захтева коришћење ове чињенице је судар два тела или честице. Пошто се импулс увек одржава сума импулса честица пре судара мора да буде једнака суми импулса после судара:
{\displaystyle m_{1}{\vec {v}}_{1,i}+m_{2}{\vec {v}}_{2,i}=m_{1}{\vec {v}}_{1,f}+m_{2}{\vec {v}}_{2,f}\,}
(У овој једначини коришћене су ознаке: " i " (иницијално или почетно) за брзине тела пре судара и " f " (финално или крајње) за брзине тела после судара. Исти начин обележавања биће употребљен и у једначинама које следе)
Најчешће ми познајемо импулсе тела само пре или само после судара, тако да је потребно наћи и оне друге импулсе (после или пре судара). Исправно решење овог проблема захтева и познавање врсте судара који се одиграо. Постоје две основне врсте судара, при чему обе ове врсте конзервишу (одржавају) импулс, а то су:
- Еластични судари у којима се одржава кинетичка енергија и укупан импулс тела пре и после судара
- Нееластични судари у којима се не одржава кинетичка енергија, али је укупан импулс одржан пре и после судара.

#### Еластични судари
Судар између две билијарске кугле је добар пример за скоро потпуно еластични судар. Осим што је импулс у овоме судару одржан, и збир кинетичких енергија кугли пре судара мора бити једнак збиру кинетичких енергија после судара:
{\displaystyle {\begin{matrix}{\frac {1}{2}}\end{matrix}}m_{1}v_{1,i}^{2}+{\begin{matrix}{\frac {1}{2}}\end{matrix}}m_{2}v_{2,i}^{2}={\begin{matrix}{\frac {1}{2}}\end{matrix}}m_{1}v_{1,f}^{2}+{\begin{matrix}{\frac {1}{2}}\end{matrix}}m_{2}v_{2,f}^{2}\,}
Пошто је множилац 1/2 заједнички за све чланове збира, он се може одбацити (множењем једначине бројем 2).

##### Чеони судар у једној димензији
У случају чеоног судара две кугле коначне (после судара) брзине се налазе према:
{\displaystyle v_{1,f}=\left({\frac {m_{1}-m_{2}}{m_{1}+m_{2}}}\right)v_{1,i}+\left({\frac {2m_{2}}{m_{1}+m_{2}}}\right)v_{2,i}\,}
{\displaystyle v_{2,f}=\left({\frac {2m_{1}}{m_{1}+m_{2}}}\right)v_{1,i}+\left({\frac {m_{2}-m_{1}}{m_{1}+m_{2}}}\right)v_{2,i}\,}
Што се даље може лако преуредити у
{\displaystyle m_{1,f}\cdot v_{1,f}+m_{2,f}\cdot v_{2,f}=m_{1,i}\cdot v_{1,i}+m_{2,i}\cdot v_{2,i}\,}

##### Вишедимензионални судари
У случајевима када се тела сударају у више од једне димензије, као што су удари под косим углом, брзине се разлажу на ортогоналне компоненте, где је једна компонента попречна на раван судара, а друга компонента или компоненте су у равни судара. Компоненте брзина које су у равни судара остају неизмењене, док се брзине попречне на раван судара израчунавају на исти начин као у једнодимензионалном случају.
На пример, у дводимензионалним сударима, импулс може да се разложи на “x” i “y” компоненту. Тада вршимо прорачуне за сваку компоненту посебно, и комбинујемо ове резултате да би добили укупан “векторски” резултат. Интензитет овог вектора је коначни импулс изолованог система.

#### Нееластични судари
Пример нееластичног судара могао би да буде судар две грудве снега које се сударе и “слепљене” наставе заједно да се крећу после тога. Следећа једначина описује одржање импулса:
{\displaystyle m_{1}{\vec {v}}_{1,i}+m_{2}{\vec {v}}_{2,i}=\left(m_{1}+m_{2}\right){\vec {v}}_{f}\,}
Ову једначину можемо даље применити за израчунавање непознатих величина у проблемима нееластичних судара ове или сличне врсте.

## Модерне дефиниције импулса

### Импулс у релативистичкој механици
У релативистичкој механици импулс се дефинише као:
{\displaystyle {\vec {p}}=\gamma m{\vec {v}}}
где
{\displaystyle m\,} је маса мировања (инваријантна маса) покретних тела
{\displaystyle \gamma ={\frac {1}{\sqrt {1-v^{2}/c^{2}}}}} је Лоренцов фактор
{\displaystyle {\vec {v}}} је релативна брзина тела у односу на посматрача, и
c је брзина светлости
Из ове формуле следује да релативистички импулс постаје једнак њутновском (класичном) импулсу: {\displaystyle m{\vec {v}}} при малим-нерелативистичким брзинама (v/c -> 0).
Релативистички квадривектор (или четворовектор) импулса израста из инваријантности квадривектора на Лоренцове транслације. Овај квадривектор спонтано се појављује у Гриновој функцији из квантне теорије поља. Квадривектор импулса се дефинише као:
{\displaystyle \left({E \over c},p_{x},p_{y},p_{z}\right)}
где је 
{\displaystyle p_{x}\,} је x компонента релативистичког импулса, а
{\displaystyle E\,} је укупна енергија система:
{\displaystyle E=\gamma mc^{2}\;}
“Дужина” овог вектора је производ масе и брзине светлости, што је инваријантно у свим системима референције:
{\displaystyle (E/c)^{2}-p^{2}=(mc)^{2}\,}

#### Импулс честица без масе (мировања)
Честице без масе (мировања) као што је фотон такође носе импулс. Формула за њихов импулс је:
{\displaystyle p={\frac {h}{\lambda }}={\frac {E}{c}}}
где
h је Планкова константа
λ је таласна дужина фотона
E је енергија коју фотон носи, и
c је брзина светлости

#### Генерализација импулса
Импулс представља Нетерино (Еми Нетер) „наелектрисање“ транслационе инваријантности. У складу с тиме, чак и физичко поље, као и друге ствари у физици, могу да поседују импулс, а не само честице. Међутим у закривљеном простор-времену које не прелази асимптотски у простор Минковског, импулс уопште није ни дефинисан.

### Импулс у квантној механици
У квантној механици, импулс се дефинише као оператор који делује на таласну функцију. Хајзенбергов принцип (релација) неодређености дефинише ограничења у томе колико тачно импулс и положај посматраног система могу бити истовремено одређени. У квантној механици положај и импулс су конјуговане промењиве.
За појединачну честицу, без наелектрисања и без спина, оператор импулса може бити записан као:
{\displaystyle \mathbf {p} ={\hbar  \over i}\nabla =-i\hbar \nabla }
где је {\displaystyle \nabla } оператор градијента, а {\displaystyle \hbar } је редукована Планкова константа. Ово је облик оператора импулса који се најчешће сусреће, мада он не представља и најопштију форму.

### Импулс у електромагнетизму
Када се електрично и/или магнетско поље креће, оно носи са собом и импулс. Према томе, светлост (видљива светлост, УВ зрачење, радио зрачење...), као врста електромагнетних таласа такође поседује импулс. Због тога, чак и фотони (честице светлости) који немају масу мировања, такође поседују импулс. Ово има за последицу неке друге појаве као што је на пример соларни ветар.
Импулс је у електродинамичким системима конзервисан (он може унутар система да се претвара из импулса поља у импулс честица и обрнуто). Опис импулса електромагнетског поља се постиже увођењем тзв. Енергија-импулс тензора, а његова промена у времену помоћу Поинтинговог вектора који се интегрира по одређеној запремини. То је тензорско поље које има компоненте које одговарају густини енергије и густини импулса.
Дефиниција каноничког импулса одговара оператору импулса из квантне механике када он интереагује са електромагнетским пољем, заснива се на:
{\displaystyle {\vec {P}}=m{\vec {v}}+q{\vec {A}}},
Уместо уобичајеног
{\displaystyle {\vec {p}}=m{\vec {v}}}.
Где је{\displaystyle {\vec {A}}} електромагнетски векторски потенцијал, {\displaystyle m} инваријантна маса наелектрисане честице, {\displaystyle {\vec {v}}} је брзина и {\displaystyle q} је наелектрисање.

## Фигуративна употреба
Често се у обичном говору каже дати или добити “импулс”. Коришћење овакве терминологије имплицира да је потребно уложити напор да би се неки процес започео, а да га је када једном започне касније релативно лако одржавати га у току.